# Washington Park (Illinois)
Washington Park és una població dels Estats Units a l'estat d'Illinois. Segons el cens del 2000 tenia 5.345 habitants.

## Demografia
Segons el cens del 2000, Washington Park tenia 5.345 habitants, 1.692 habitatges, i 1.218 famílies. La densitat de població era de 842,3 habitants/km².
Dels 1.692 habitatges en un 40,4% hi vivien nens de menys de 18 anys, en un 27% hi vivien parelles casades, en un 38,2% dones solteres, i en un 28% no eren unitats familiars. En el 23,1% dels habitatges hi vivien persones soles el 6,1% de les quals corresponia a persones de 65 anys o més que vivien soles. El nombre mitjà de persones vivint en cada habitatge era de 3,15 i el nombre mitjà de persones que vivien en cada família era de 3,77.
Per edats la població es repartia de la següent manera: un 37% tenia menys de 18 anys, un 10,8% entre 18 i 24, un 25,2% entre 25 i 44, un 20,2% de 45 a 60 i un 6,8% 65 anys o més.
L'edat mediana era de 27 anys. Per cada 100 dones de 18 o més anys hi havia 78,7 homes.
La renda mediana per habitatge era de 21.132 $ i la renda mediana per família de 23.266 $. Els homes tenien una renda mediana de 30.924 $ mentre que les dones 20.463 $. La renda per capita de la població era de 8.495 $. Aproximadament el 42,6% de les famílies i el 44,8% de la població estaven per davall del llindar de pobresa.

## Poblacions properes
El següent diagrama mostra les poblacions més properes.